# Рукавина, Георг
Георг фон Рукавина (нем. Georg von Rukavina, хорв. Juraj Rukavina, 1777—1849) — австрийский генерал, комендант крепости Темешвар.
Родился 21 марта 1777 года в Терноваце, по национальности хорват.
С отличием участвовал в войнах против Наполеона. В 1818 году был произведён в полковники и назначен командиром Огулинского 3-го пограничного полка. В 1829 году произведён в генерал-майоры. С 1840 года носил титул барона фон Видовград.
В 1844 году Рукавина был назначен комендантом крепости Темешвар и произведён в генерал-лейтенанты. С 23 апреля по 9 августа 1849 года держал оборону крепости против восставших венгров и за отличие был награждён военным орденом Марии Терезии. 13 августа 1849 года российский император Николай I пожаловал Рукавине орден св. Георгия 3-й степени (№ 464 по кавалерским спискам)
В воздаяние отличных подвигов храбрости, примернаго мужества и воинской распорядительности, оказанных при защите крепости Темесвара в продолжении 106 дневного блокирования Венграми означенной крепости, с малочисленным, но храбрым гарнизоном, претерпевая все лишения, с постоянным мужеством отражал неприятеля и личным присутствием ободрял войска и жителей крепости к защите оной против несравненно превосходных в силах скопищ неприятельских.
После разгрома венгров Рукавина был назначен генерал-фельдцейхмейстером, но вступить в неё не успел, поскольку скончался 9 сентября в Темешваре.